# Maya Bally

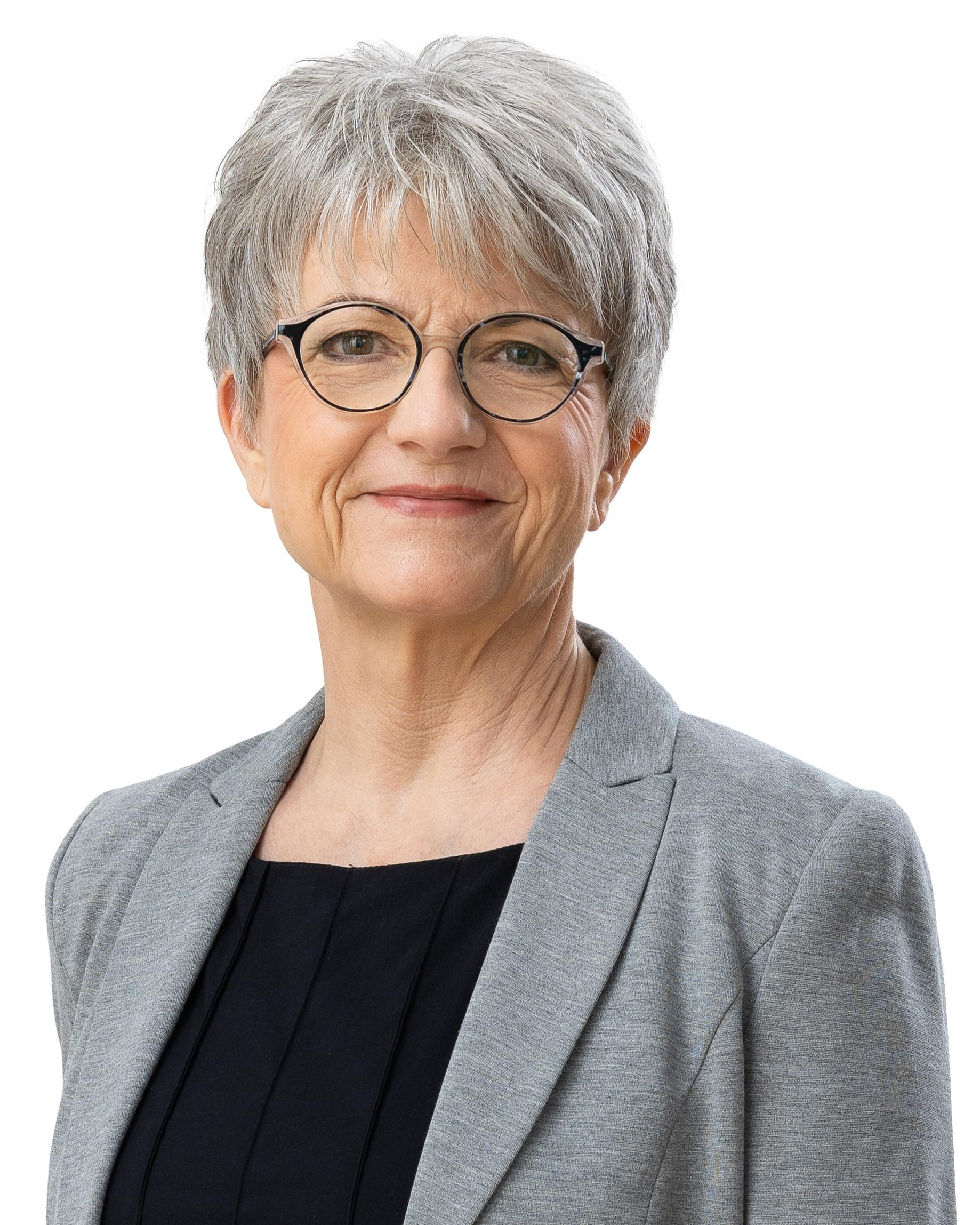
Maya Bally, 2024

Maya Bally, vollständiger Name Maya Ines Bally Frehner (* 16. Juli 1961 in Zürich) ist eine Schweizer Politikerin (Die Mitte). Sie wurde bei den Parlamentswahlen 2023 im Kanton Aargau in den Nationalrat gewählt. Von 2012 bis 2023 gehörte sie dem Grossen Rat an.

## Ausbildung und Beruf
Bally ist Projektleiterin im IT-Bereich. Sie wuchs in Dietikon auf. Nach der Maturität absolvierte sie eine kaufmännische Grundbildung am Kaufmännischen Lehrinstitut Zürich (KLZ). Weitere Kenntnisse eignete sie sich in Lehrgängen, Seminarien und Kursen an. Bally erlangte 1992 den Fachausweis in Unternehmensorganisation. Sie arbeitete bei Rank Xerox, 1985–1997 für die Schweizerische Kreditanstalt (SKA) und 1997–2005 bei der Computer Sciences Corporation CSC. Seit 2005 ist sie «mit kleinem Pensum» tätig.
Bally übt verschiedene Verwaltungsratsmandate im Sozialwesen und im Bildungsbereich aus, hinzu kommen Mandate in Verbänden.

## Politik
Bally trat 2012 der Bürgerlich-Demokratischen Partei (BDP) bei, da sie nach eigenen Angaben «weder katholisch noch sehr religiös» sei. Im selben Jahr wurde sie für die BDP in den Grossen Rat des Kantons Aargau gewählt, dessen Fraktion sie von 2012 bis 2016 präsidierte. 2016 kandidierte sie für den Regierungsrat. Im Jahr 2020 wechselte Bally zur Partei Die Mitte. Ab 2021 amtierte sie als Vizefraktionspräsidentin sowie als Präsidentin der Kommission Volkswirtschaft und Abgaben. Am 28. November 2023 trat sie aus dem Grossen Rat zurück.
Bei den Nationalratswahlen 2023 kam Bally auf den ersten Ersatzplatz und rückte nach der Wahl von Marianne Binder zur Ständerätin in den Nationalrat nach. Dort gehört sie der Kommission für Rechtsfragen an.
Nach der Wahl des bisherigen Mitte-Fraktionspräsidenten Philipp Matthias Bregy zum Parteipräsidenten kündigte Bally ihre Kandidatur als dessen Nachfolgerin an. Ihre Gegenkandidatin ist Yvonne Bürgin.

## Privates
Bally ist Mutter eines Sohns und verheiratet. Das Ehepaar wohnt in Hendschiken.

## Belege
1. ↑  Maya Ines Bally Frehner. In: Moneyhouse, abgerufen am 30. Dezember 2023.
2. 1 2 3 4 5  maya-bally.ch: Über Maya Bally. (Stand: Dezember 2023)
3. 1 2 3  Maya Bally auf der Website der Bundesversammlung(Eingereichte Vorstösse) (Stand: Dezember 2023)
4. 1 2 3  Petar Marjanović: Maya Bally – wer ist die Frau, die an die Spitze der Mitte will? In: blue News. 18. August 2025 (bluewin.ch [abgerufen am 18. August 2025]).
5. ↑  fh: Ratsnachrichten. Maya Bally tritt zurück, Alex Reimann neu im Rat. In: Aargauer Zeitung, 29. November 2023.
6. ↑  argoviatoday.ch: Mitte-Politikerin Maya Bally rückt in den Nationalrat nach (19. November 2023)

Nationalräte: Maya Bally •
Martina Bircher •
Simona Brizzi •
Thomas Burgherr •
Beat Flach •
Benjamin Giezendanner •
Andreas Glarner •
Christian Glur •
Stefanie Heimgartner •
Alois Huber •
Matthias Jauslin •
Irène Kälin •
Andreas Meier •
Christoph Riner •
Maja Riniker •
Gabriela Suter •
Cédric Wermuth
Ständeräte: Marianne Binder-Keller •
Thierry Burkart
Listen: 52. Legislaturperiode Nationalrat •
52. Legislaturperiode Ständerat •
Aargau Nationalrat •
Aargau Ständerat
| Personendaten    | Personendaten                                                      |
| ---------------- | ------------------------------------------------------------------ |
| NAME             | Bally, Maya                                                        |
| ALTERNATIVNAMEN  | Bally Frehner, Maya; Bally Frehner, Maya Ines (vollständiger Name) |
| KURZBESCHREIBUNG | Schweizer Politikerin (BDP/Die Mitte)                              |
| GEBURTSDATUM     | 16. Juli 1961                                                      |
| GEBURTSORT       | Zürich, Schweiz                                                    |